# Plesiophantes
Genre
Plesiophantes est un genre d'araignées aranéomorphes de la famille des Linyphiidae.

## Distribution
Les espèces de ce genre se rencontrent en Turquie, en Russie et en Géorgie.

## Liste des espèces
Selon World Spider Catalog (version 16.5, 17/11/2015) :
- Plesiophantes joosti Heimer, 1981
- Plesiophantes simplex Tanasevitch, 1987
- Plesiophantes tanasevitchi Wunderlich, 2011

## Publication originale
- Heimer, 1981 : Plesiophantes joosti gen. et sp. n. (Arachnida, Araneae, Linyphiidae). Reichenbachia, vol. 19, p. 197-201.